# غلاف الخلية
يتألف غلاف الخلية من غشاء الخلية الداخلي والجدار الخلوي للبكتيريا، ويُضاف إليها الغشاء الخارجي في بكتيريا سالبة الغرام. وهذا الغلاف غير موجود في الرخصيات حيث جدار الخلية غائب.
وتندرج أغلفة الخلية البكتيرية إلى فئتين رئيسيتين: إيجابية الغرام وسلبية الغرام، وتُميّز عن بعضها باستخدام صبغة الغرام، وقد يكون لأي من النوعين محفظة جرثومية (كبسولة) تتكون من متعددة السكاريد للحماية الإضافية، كمجموعة، تعرف هذه باسم البكتيريا المغلفة بمتعددة السكاريد.

## الوظيفة
جدار الخلية البكتيرية يُوفر السلامة الهيكلية للخلية، كما هو الحال في الكائنات الحية الأخرى. وفي بدائيات النوى، تتمثل الوظيفة الأساسية لجدار الخلية في حماية الخلية من ضغط الإمتلاء الناتج عن تركيزات عالية جدًا من البروتينات والجزيئات الأخرى داخل الخلية مقارنة ببيئتها الخارجية. حيث يختلف جدار الخلية البكتيرية عن جدار جميع الكائنات الحية الأخرى عن طريق وجود الببتيدوجليكان والذي يقع مباشرة خارج الغشاءالخلوي. الببتيدوجليكان هو المسؤول عن صلابة جدار الخلية البكتيرية وتحديد شكل الخلية، حيث إنها مسامية نسبياً ولا يعتبر حاجزًا للنفاذية للمواد الصغيرة، بينما جميع جدران الخلايا البكتيرية (مع استثناءات قليلة على سبيل المثال: الطفيليات داخل الخلوية مثل المفطورة) تحتوى على الببتيدوجليكان. وليس كل جدران الخلايا لها نفس الهياكل العامة، والتعبير عن هذا يكون من خلال تصنيف إلى بكتيريا موجبة الغرام و سالبة الغرام.

## أنواع أغلفة الخلايا البكتيرية

### جدار الخلية موجب الغرام

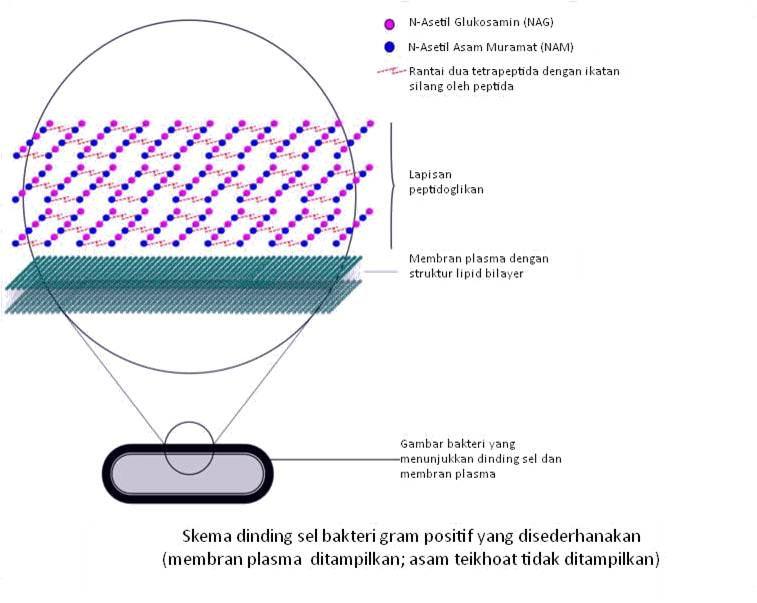
رسم تخطيطي لجدار خلوي نموذجي موجب الغرام يظهر ترتيب إن-أسيتيل غلوكوز أمين حمض أستيل الميوراميك؛ لا تظهر أحماض التيكويك.

يتميز جدار الخلية موجب الغرام بوجود طبقة سميكة للغاية من الببتيدوجلايكان، وهي المسؤولة عن الاحتفاظ بالأصباغ الكريستالية البنفسجية أثناء إجراء صبغ الغرام. توجد بشكل كبير في الكائنات الحية التي تنتمي إلى البكتيريا الشعاوية (أو نسبة عالية ٪؜G+C من الكائنات الحية موجبة الجرام) ومتينات الجدار (أو نسبة منخفضة ٪؜G+C من الكائنات الحية موجبة الجرام). قد تُظهِر أيضًا البكتيريا داخل مجموعة المكورات  الغريبة الحرارية  صبغة موجب الغرام ولكنها تحتوي على بعض مكونات هياكل جدار الخلية النموذجية للكائنات سالبة الغرام. يوجد في جدار الخلية موجب الغرام كحول متعدد يسمى أحماض التيكويك، وبعضها مرتبط بالدهون لتكوين أحماض الليبوتيكويك؛ لأن حمض الليبوتايكويك مرتبطة تساهميًا بالدهون داخل الغشاء السيتوبلازمي، فهي مسؤولة عن ربط الببتيدوجليكان بالغشاء الخلوي. تعطي أحماض التيكويك جدار الخلية موجب الغرام شحنة سالبة؛ بسبب وجود روابط الفوسفات ثنائي الأستر بين أحادي قسيمة حمض التيكويك.
خارج جدار الخلية، يوجد لدى العديد من البكتيريا موجبة الغرام طبقة S من البروتينات «المبلطة»، تساعد الطبقة S على الارتباط وتشكيل الأغشية الحيوية، وخارج الطبقة S، غالبًا ما توجد كبسولة من السكريات، تساعد الكبسولة البكتيريا على التهرب من البلعمة. في الزراعة المختبرية، غالبًا ما تُفقد الطبقة S والكبسولة بالتطور الاختزالي (فقدان سمة في غياب الاختيار الإيجابي).

### جدار الخلية سالب الغرام

رسم تخطيطي لجدار خلوي نموذجي سالب الغرام يظهر ترتيب إن -أسيتيل غلوكوز أمين وحمض أستيل الميوراميك والغشاء الخارجي الذي يحتوي على عديدات السكاريد الدهنية

يحتوي جدار الخلية سالب الغرام على طبقة رقيقة من الببتيدوجليكان مجاورة للغشاء خلوي وأرق بكثير من الذبقة في جدار موجبة الغرام، وهي المسؤولة عن عدم قدرة جدار الخلية على الاحتفاظ بصبغة البنفسج الكريستالية عند إزالة اللون باستخدام الإيثانول أثناء صبغ الغرام، بالإضافة إلى طبقة الببتيدوجليكان، يحتوي جدار الخلية سالبة الجرام أيضًا على غشاء خارجي إضافي يتكون من الدهون الفسفورية وعديدات السكاريد الشحمية التي تواجه البيئة الخارجية. الطبيعة المشحونة العالية لعديدات السكاريد الشحمية تعطي شحنة سالبة شاملة لجدار الخلية السالب بالغرام. غالبًا ما يكون التركيب الكيميائي للسكريات الدهنية الغشائية الخارجية فريدًا لسلالات بكتيرية معينة (أي الأنواع الفرعية) وهو مسؤول عن العديد من الخصائص لمولد ضد هذه السلالات.
كـ لبيد ثنائي الطبقة، يكون الجزء الدهني من الغشاء الخارجي غير منفذد إلى حد كبير لجميع الجزيئات المشحونة، ومع ذلك، توجد قنوات تسمى بورين في الغشاء الخارجي تسمح للنقل السلبي للعديد من الأيونات والسكريات والأحماض الأمينية عبر الغشاء الخارجي؛ لذلك توجد هذه الجزيئات في محيط البلازما، المنطقة الواقعة بين غشاء البلازما والغشاء الخارجي، تحتوي الجبلة المحيطة بالببتيدوجليكان والعديد من البروتينات المسؤولة عن ارتباط الركيزة أو التحلل المائي واستقبال الإشارات خارج الخلية، يُعتقد أن البيريبلازم موجود في حالة شبيهة بالهلام وليس سائلًا بسبب التركيز العالي للبروتينات والببتيدوجليكان الموجود بداخله، نظرًا لموقعها بين الأغشية السيتوبلازمية والأغشية الخارجية، فإن الإشارات المتلقاة والركائز المرتبطة متاحة ليتم نقلها عبر الغشاء السيتوبلازمي باستخدام بروتينات النقل والإشارات المضمنة هناك.
في الطبيعة، تحتوي العديد من البكتيريا سالبة الغرام الغير مزروعة أيضًا على طبقة S وكبسولة، وغالبًا ما تُفقد هذه الهياكل أثناء الزراعة المختبرية.

### المتفطرة (البكتيريا الحمضية السريعة)
تحتوي البكتيريا الفطرية على غلاف خلية وهو ليس إعتيادياً لإيجابيات الغرام أو سلبيات الغرام.

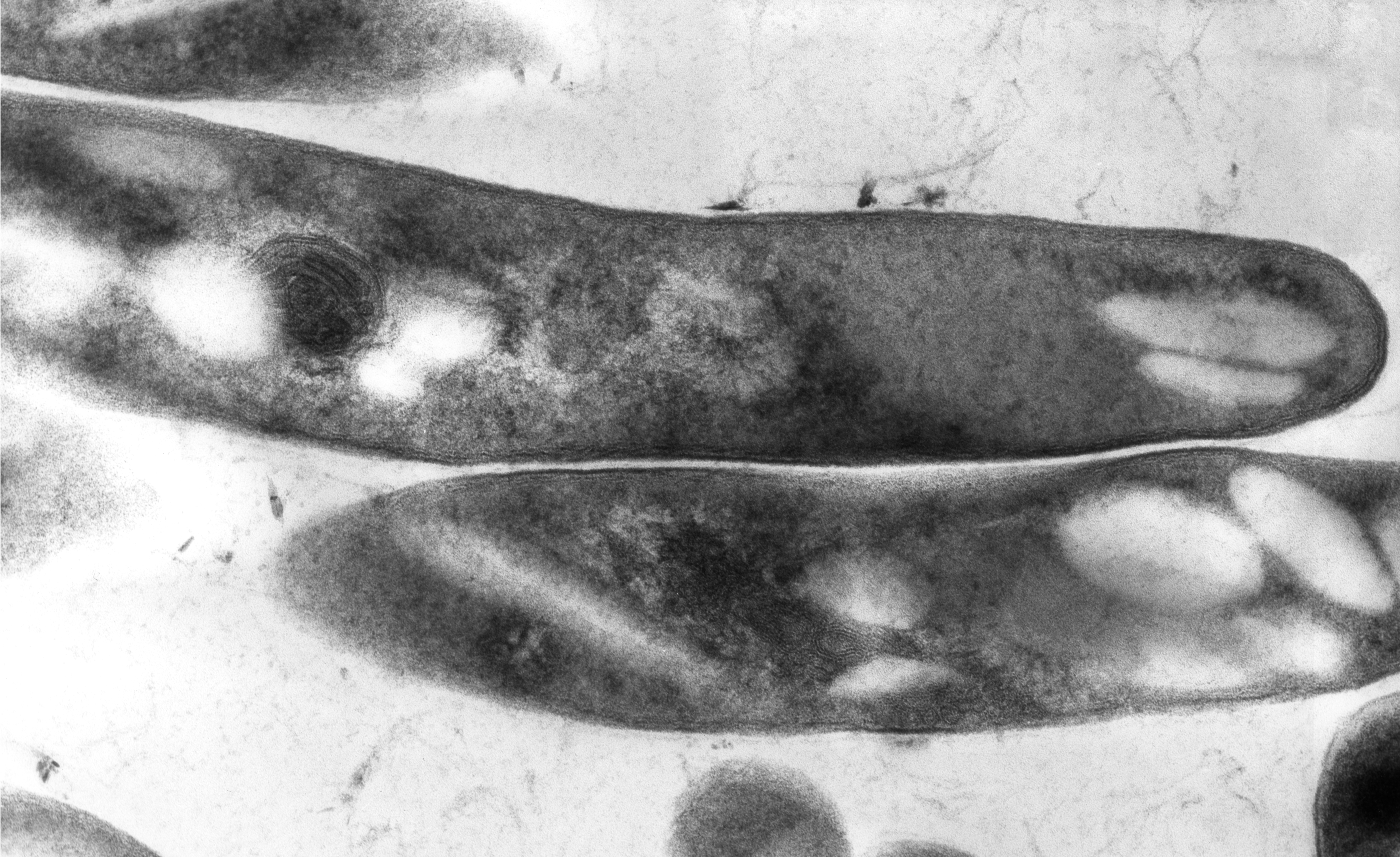
صورة بالمجهر الإلكتروني النافذ للجرثومة الفطرية

ولا يتكون غلاف الخلية الفطرية من  الغشاء الخارجي المخصوص لسلبيات الغرام، ولكنه يحتوي على ببتيدوجليكان وأرابينوجالاكتان وحمض الميكوليك وهيكل للجدار الذي يوفر حاجزًا خارجيًا للنفاذية، لذلك، يُعتقد هناك حجرة «البلازما الكاذبة» مميزة بين الغشاء السيتوبلازمي الحاجز الخارجي، وطبيعة هذه الحجرة ليست مفهومة تماماً. البكتيريا صامدة الحمض مثل المتفطرات، تقاوم إزالة الألوان عن طريق الأحماض أثناء إجراءات الصبغ. إن المحتوى العالي من حامض الفطريات في المتفطرة، هو المسؤول عن نمط تلويث سوء الامتصاص يليه احتباس عالٍ.
وأكثر تقنيات التلوين شيوعًا المستخدمة لتحديد البكتيريا المقاومة للحموضة هي تلوين تسيل-نلسن أو صبغة مقاومة الأحماض، حيث تكون العصيات الصامدة للحمض الملونة باللون الأحمر الساطع وتُبرز بوضوح على خلفية زرقاء.

### البكتيريا تفتقر إلى جدار خلوي الببتيدوجليكان
تعد البكتيريا الملزمة داخل الخلايا في عائلة متدثرية الفريدة من نوعها في شكلها، لأنها لا تحتوي على كميات، ويمكن اكتشافها من الببتيدوجليكان في جدار الخلية لأشكالها المعدية، بدلاً من ذلك، تحافظ الأشكال خارج الخلية من هذه البكتيريا سالبة الجرام على سلامتها الهيكلية من خلال الاعتماد على طبقة من البروتينات الغنية بالسيستين  المترابطة عبر رابطة ثنائي كبريتيد، والتي تقع بين الغشاء السيتوبلازمي والغشاء الخارجي بطريقة مماثلة لطبقة الببتيدوجليكان في البكتيريا سالبة الغرام الأخرى. في الأشكال داخل الخلايا للبكتيريا، لم يتم العثور على الارتباط المتقاطع لثاني كبريتيد، مما يمنح هذا الشكل أكثر هشاشةً من الناحية الميكانيكية.
أغلفة الخلية للفئة البكتيرية من الرخصيات لا تحتوي على جدار خلوي. هذه الفئة البكتيرية هي المسبب الرئيس للأمراض مثل المفطورة والميورة.
بكتيريا عديمة الجدار الخلوي هي سلالات بكتيرية تفتقر إلى جدران خلوية مشتقة من البكتيريا التي تمتلك عادةً جدران خلوية.